# San José FC
El San José FC fue un equipo de fútbol de Costa Rica que juega en la Segunda División de Costa Rica, la segunda categoría nacional. Desapareció en el 2023 tras vender su franquicia al Puntarenas F. C..

## Historia
Fue fundado en el año 2021 en el cantón de San José luego de que unos empresarios locales adquirieron la franquicia de Juventud Escazuceña, el cual entró en problemas financieros a causa de la pandemia de Covid-19 al finalizar la temporada 2020/21.
A pesar de representar al cantón de San José, el club jugará su temporada inaugural en el Estadio Nicolás Masís del cantón de Escazú.

## Desaparición
El 15 de abril tras terminar su participación en el Torneo de Clausura 2023 de la Segunda División, se anunció que el Puntarenas F. C. adquiría la franquicia de lo que fue Juventud Escazuceña para renombrarla como Marineros de PFC y volver a tener un equipo en la Segunda División de Costa Rica.